# 砕氷船理論
砕氷船理論（さいひょうせんりろん）とは、ヨシフ・スターリンが実行したとされる戦略。第二次世界大戦におけるドイツと日本の侵略を「砕氷船」として利用し、その対象となって疲弊した地域を共産主義陣営に取り込む戦略のこと。転じて、他者の行動をてこにして自分の利益を図る戦略を「砕氷船理論」と呼ぶこともある。

## 概要
ビクトル・アレクサンドロフ（Victor Alexandrov）の著作『ソビエトの悲劇』（1963）によると砕氷船理論の提唱者はカール・ベルナルドビッチ・ラデックで、スターリンに以下のように伝えたとしている。
近年では、在野の歴史研究家杉本幹夫が「興亜院政務部・コミンテルン関係一括資料」（国会図書館所蔵）中の怪文書をもとに第七回コミンテルン大会でスターリンが次のような演説を行ったと主張している。
ただし、これまでのところ、実際にこのような演説があったという、確実な史料に基づいた確認はされていない。

## 経過
砕氷船理論が実在したと主張する論者によれば、以下のような具体的な歴史的事実にその直接間接の影響があったという。
- 1929年、世界恐慌によって資本主義の限界と共産主義の台頭を見た当時の人々は、しだいに国家社会主義やファシズム・ナチズムに魅せられていく。これらの下地をもとに砕氷船理論は実行されていった。
- 中国では、西安事件以後は国共合作の方向が形成され、「中国共産党の劉少奇により起された盧溝橋事件[5][6]」[7]による日中の緊張した時期において、ソビエトのスパイであった張治中[8]は第二次上海事変によって上海の日本軍に対して正当な理由のない攻撃を行うことで日中戦争の開始を企てた[9]。
- 日本では、尾崎秀実が砕氷船理論の実行者であるとされている[10]。尾崎は同僚や関係者はおろか妻子にも話さず、秘密裏に行動を進めていった。具体的には国内の動きを逐一スターリンに報告し、ソ連と動きをあわせるためにひそかに活動を行っていた[11]。また、近衛文麿のブレーンとして、日中戦争早期講和および、国民党との講和に反対する論陣を張った。1937年（昭和12年）『中央公論』9月号で「南京政府論」を発表し、蔣介石の国民政府にこだわるべきでないと主張し、翌1938年（昭和13年）1月16日の「爾後國民政府ヲ對手トセズ」とする第一次近衛声明に影響を与えた。同年『改造』5月号で「長期抗戦の行方」を発表し、『中央公論』6月号で「長期戦下の諸問題」を発表した。近衛内閣は尾崎の主張にそう形で、中国国民党政府との和平交渉を打切り、日中戦争の拡大と泥沼化、そして日米戦争へつながる南進政策をとることとなった。
- アメリカ合衆国では、ソビエトのスパイであった[12][13]ハリー・ホワイトが、ルーズベルト政権下で財務次官補としてハル・ノートの草案作成に携わり[14]、それは日本に日米開戦を決意させた[5][15]。